# Sergio Adrián Guillermo
Sergio Adrián Guillermo (Moreno, 15 de marzo de 1980) es un exfutbolista argentino. Es hijo del exfutbolista Juan Guillermo y sobrino del también exfutbolista Carlos Alberto Guillermo.

## Trayectoria
Fernando Adrián Guillermo se inició en las inferiores de Boca Juniors y debutó en la primera del mismo club el 1 de noviembre de 1998 en la victoria por 3 a 0 contra Club Estudiantes de La Plata por el Torneo Apertura 1998, partido en el que entró faltando 3’ en reemplazo de Guillermo Barros Schelotto. Durante este torneo, en el que Boca Juniors se consagraría campeón, jugó siete partidos.
En 1999 fue convocado para disputar el Campeonato Sudamericano Sub-20 en Mar del Plata, en el que sufrió la rotura del ligamento lateral externo de la rodilla derecha, lesión que lo mantuvo parado durante un año.
A comienzos de 2000 fue cedido a préstamo al Club Deportivo Badajoz de la Primera División de España. Luego retornó a Boca pero Carlos Bianchi y Julio Santella le hicieron saber que no sería tenido en cuenta. A mediados de 2001 fue cedido al Club Atlético Estudiantes (donde su padre había ya había jugado en la década del '70). En mayo de 2002 debutó en el Club Jorge Wilstermann de la Primera División de Bolivia. En agosto del mismo año regresó a Estudiantes de Caseros. Tras quedar libre a mediados de 2003, se sumó al Club Atlético San Telmo de la Primera B, donde jugó 27 partidos y anotó 5 goles en la temporada 2003/2004.
En 2004 jugó en El Porvernir, de la Primera B Nacional y en 2005 fue cedido a préstamo al Huracanes de Colima de la Primera División A de México.
En julio de 2005 pasó a Club Deportivo Morón, en donde sufriría una lesión en la rodilla derecha y una suspensión de seis fechas por dar un golpe de puño a un adversario y agravios al árbitro Federico Beligoy. En julio de 2006 retornó a El Porvenir, donde fue mayormente suplente hasta 2007. En 2008 jugó en dos clubes, el Club Sportivo Luqueño de la Primera División de Paraguay y luego en la Asociación Social y Deportiva Justo José de Urquiza.
Luego de su breve paso por La Academia de General Galarza de Entre Ríos, actualmente fichó para Club Deportivo Rosamonte de Misiones que milita en el argentino b.

## Clubes
| Club                         | País      | Año       |
| ---------------------------- | --------- | --------- |
| Boca Juniors                 | Argentina | 1997-1999 |
| Badajoz                      | España    | 2000      |
| Boca Juniors                 | Argentina | 2000-2001 |
| Estudiantes de la Plata      | Argentina | 2001      |
| Jorge Wilstermann            | Bolivia   | 2002      |
| Estudiantes (BA)             | Argentina | 2002-2003 |
| San Telmo                    | Argentina | 2003-2004 |
| El Porvenir                  | Argentina | 2004      |
| Huracanes de Colima          | México    | 2005      |
| Deportivo Morón              | Argentina | 2005-2006 |
| El Porvenir                  | Argentina | 2006-2007 |
| Argentino de Merlo           | Argentina | 2007      |
| Sportivo Luqueño             | Paraguay  | 2008      |
| Justo José de Urquiza        | Argentina | 2009-2010 |
| Defensores de Belgrano       | Argentina | 2010      |
| La Academia (Entre Ríos)     | Argentina | 2011-2013 |
| C.A. Compañía General        | Argentina | 2013-2014 |
| C. A. Smith (Carlos Casares) | Argentina | 2014      |

## Palmarés

### Torneos locales
| Título           | Club         | País      | Año    |
| ---------------- | ------------ | --------- | ------ |
| Primera División | Boca Juniors | Argentina | A-1998 |
| Primera División | Boca Juniors | Argentina | A-2000 |

### Torneos internacionales
| Título              | Equipo           | Sede          | Año  |
| ------------------- | ---------------- | ------------- | ---- |
| Sudamericano Sub-20 | Argentina sub-20 | Mar del Plata | 1999 |